# Maria Elisa
Maria Elisa Mendes Ticon Antonelli, conhecida como Maria Elisa (Resende, 25 de fevereiro de 1984) é uma jogadora de voleibol de praia do Brasil.
Participou da Olimpíada de Londres 2012 formando dupla com Talita. Nesta competição, alcançaram as oitavas de final, quando foram derrotadas pela dupla tcheca formada por Kristýna Kolocová e Markéta Sluková. Em 2014, com Juliana Silva, conquistou o título do Circuito Mundial.